# Hermann Harm
Hermann Harm, född 30 september 1894 i Halle an der Saale, död 28 november 1985 i Hartenholm, var en tysk SS-Brigadeführer och generalmajor i polisen. Han var under andra världskriget bland annat SS- och polischef i ämbetsområdet Dnjepropetrowsk-Krivoi-Rog och senare i det av Tyskland ockuperade Litauen.

## Biografi
Harm deltog i första världskriget och var därefter verksam som lantbrukare och godsförvaltare. Han blev 1930 medlem i Nationalsocialistiska tyska arbetarepartiet (NSDAP) och Sturmabteilung (SA). Två år senare flyttade han över från SA till Schutzstaffel (SS). Under 1930-talet anförde han olika SS-Standarten och SS-Abschnitte
Den 22 juni 1941 inledde Tyskland Operation Barbarossa, anfallet på den tidigare bundsförvanten Sovjetunionen. I augusti 1942 utnämndes Harm till SS- och polischef i ämbetsområdet Dnjepropetrowsk-Krivoi-Rog. Två månader senare kommenderades han till staben hos Hans-Adolf Prützmann, som var Högre SS- och polischef i Ukraina. Han fick bland annat i uppdrag att organisera partisanbekämpningen (tyska Bandenkampf) i Pripjatträsken. År 1943 blev Herm SS- och polischef i Litauen.

### Webbkällor
- Miller, Michael D.; Collins, Gareth. ”SS-Brigadeführer und Generalmajor der Polizei (F–J)” (på engelska). Axis Biographical Research. Arkiverad från originalet den 8 maj 2014. https://archive.today/20140508211915/http://www.geocities.com/~orion47/SS-POLIZEI/SS-Brigf_F-J.html. Läst 8 maj 2014.